# جون فورنيس
جون فورنيس (بالإنجليزية: John Furniss)‏ هو مصمم أزياء تقليدية بريطاني، ولد في 1935 في لندن في المملكة المتحدة.

## وصلات خارجية
- جون فورنيس على موقع IMDb (الإنجليزية)
- جون فورنيس على موقع قاعدة بيانات الفيلم (الإنجليزية)